# (729174) 2011 BR163
(729174) 2011 BR163 est un transneptunien de magnitude absolue 6,0 son diamètre est estimé à 240 km, ce qui pourrait le qualifier comme un candidat au statut de planète naine.